# دهستان کوهگیر
دهستان کوهگیر نام دهستانی در بخش طارم سفلی شهرستان قزوین، استان قزوین در ایران است. براساس سرشماری مرکز آمار ایران در سال ۱۳۸۵، جمعیت آن ۲،۸۷۳ نفر (۷۳۴ خانوار) بوده‌است.